# Bistum Opole

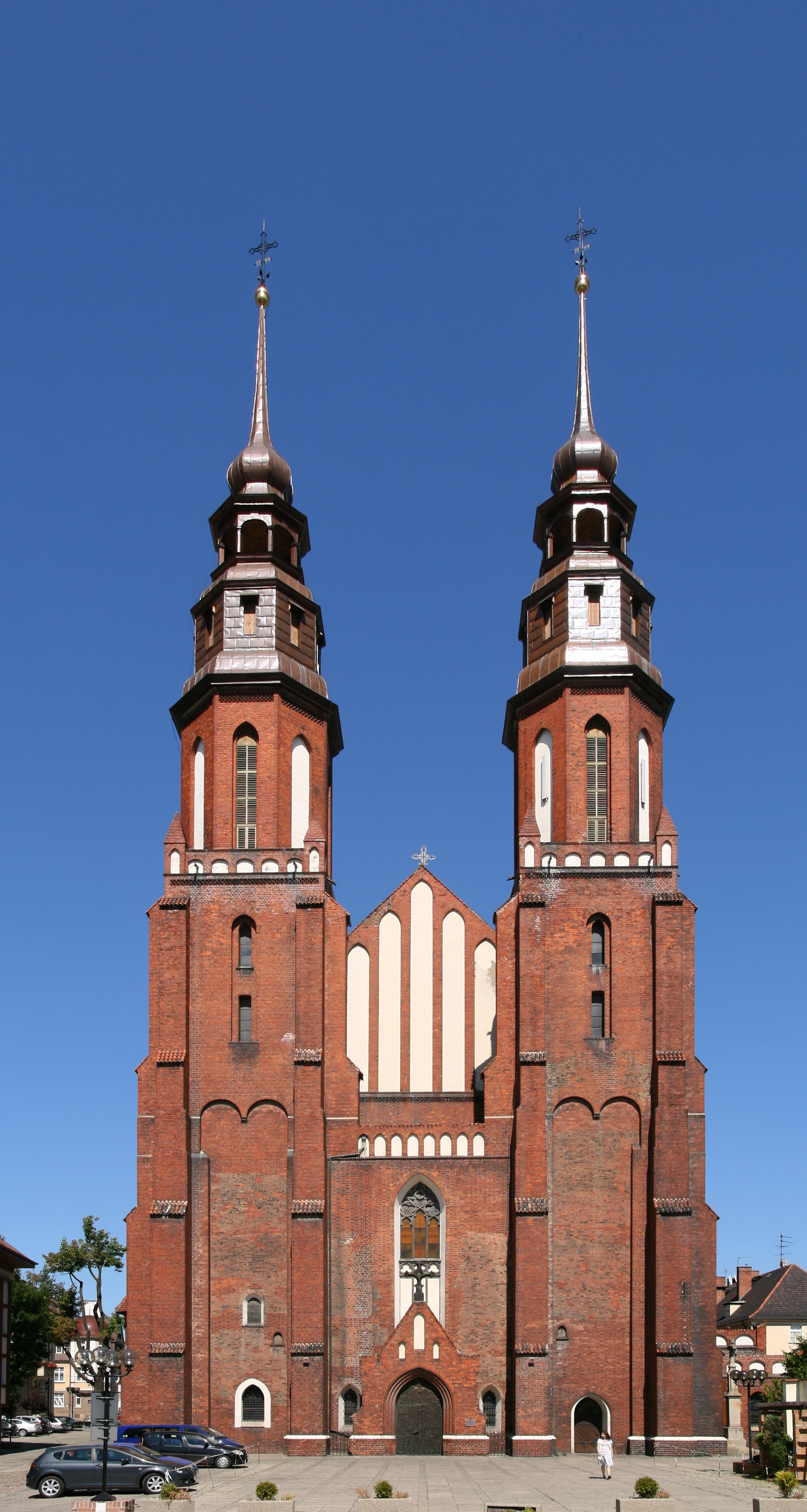
Domkirche zum Heiligen Kreuz

Karte des Bistums Opole

Das Bistum Opole (lateinisch Dioecesis Opoliensis, polnisch Diecezja opolska) ist eine Diözese der Römisch-katholischen Kirche, die sich über den Westteil Oberschlesiens erstreckt und ihren Sitz in Opole (deutsch Oppeln) hat.

## Geschichte
Das Territorium des neuen Bistums Opole umfasste den oberschlesischen Teil des Erzbistums Breslau sowie das Generalvikariat Branitz des Erzbistums Olmütz.
Nach dem Zweiten Weltkrieg teilte der polnische Primas August Kardinal Hlond das nun unter polnischer Verwaltung stehende Kirchenprovinzgebiet in vier Apostolische Administraturen ein, darunter Opole.
Schließlich errichtete Papst Paul VI. mit der Apostolischen Konstitution Episcoporum Poloniae coetus am 28. Juni 1972 aus der Apostolischen Administratur Opole das Bistum Opole und ordnete es als Suffraganbistum der Kirchenprovinz Breslau zu.
Mit der Apostolischen Konstitution Totus tuus Poloniae populus vom 25. März 1992 ordnete Papst Johannes Paul II. die Kirchenstruktur Polens neu, so dass Teile vom Territorium des Bistums Opole abgetrennt wurden und den damals neu errichteten Diözesen Gliwice und Kalisz zugeordnet wurden. Das Bistum Opole selbst wechselte als Suffraganbistum zu dem Erzbistum Kattowitz, Kirchenprovinz Kattowitz.

## Dekanate
- Opole
- Branice (Branitz)
- Friedrichsthal
- Głubczyce (Leobschütz)
- Głuchołazy (Ziegenhals)
- Gorzów Śląski (Landsberg)
- Gościęcin (Kostenthal)
- Grodków (Grottkau)
- Gross Stein
- Guttentag
- Kędzierzyn (Kandrzin)
- Kietrz (Katscher)
- Kluczbork (Kreuzburg)
- Koźle (Cosel)
- Krapkowice (Krappitz)
- Leschnitz
- Lohnau
- Niemodlin (Falkenberg)
- Nysa (Neisse)
- Oberglogau
- Olesno (Rosenberg)
- Opole-Szczepanowice (Oppeln-Sczepanowitz)
- Otmuchów (Ottmachau)
- Ozimek (Malapane)
- Paczków (Patschkau)
- Pietrowice Wielkie (Groß Peterwitz)
- Proskau
- Prudnik (Neustadt)
- Racibórz (Ratibor)
- Siołkowice (Schalkowitz)
- Skoroszyce (Friedewalde)
- Strzelce Opolskie (Groß Strehlitz)
- Tworków (Tworkau)
- Ujest (Ujazd)
- Zawadzkie (Zawadzki)
- Zülz

## Bischöfe

### Apostolische Administratur von Opole
- 1945–1951 Bolesław Kominek, Apostolischer Administrator
- 1951–1956 Emil Kobierzycki, Kapitularvikar
- 1956–1972 Franciszek Jop, Titularbischof, Apostolischer Administrator

### Bistum Opole
- 1972–1976 Franciszek Jop
- 1976–2009 Alfons Nossol (seit 1999 Erzbischof ad personam)
- seit 2009 Andrzej Czaja

## Weihbischöfe
- 1958–1984 Wacław Wycisk, Titularbischof von Caesarea in Numidia
- 1970–1989 Antoni Adamiuk, Titularbischof von Ala Miliaria
- 1981–1992 Jan Wieczorek, Titularbischof von Thimida Regia
- 1985–1992 Gerard Kusz, Titularbischof von Tagarbala
- 1985–2009 Jan Bagiński, Titularbischof von Tagarata
- 1993–2011 Jan Kopiec, Titularbischof von Cemerinianus
- 2003–2022 Paweł Stobrawa, Titularbischof von Aeca
- seit 2013 Rudolf Pierskała, Titularbischof von Semina
- seit 2022 Waldemar Musioł, Titularbischof von Bagis

## Bistumspatrone

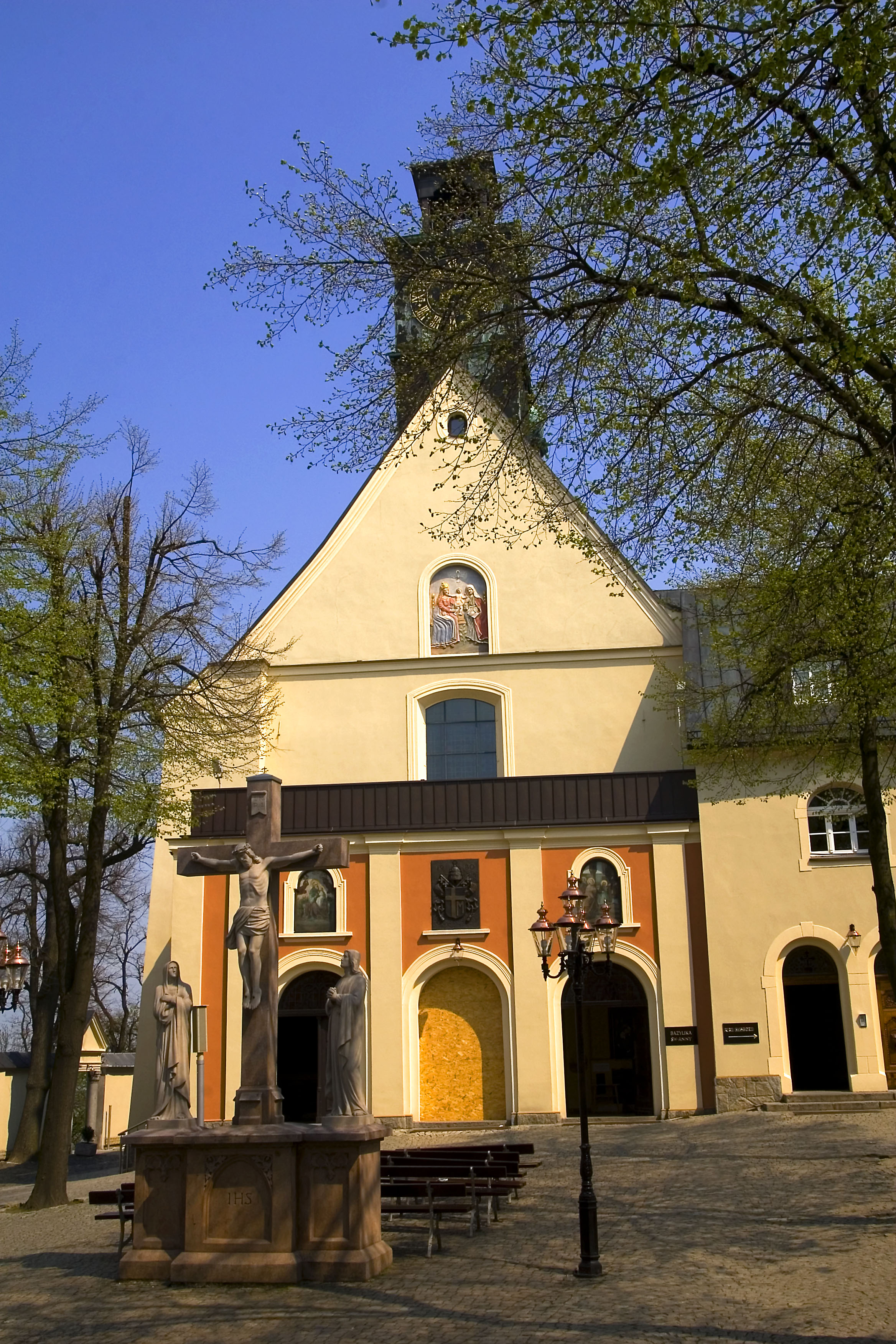
Basilika auf dem St. Annaberg

- Hl. Anna 26. Juli
- Hl. Hyazinth 15. August

## Kirchliche Einrichtungen

### Wichtige Kirchengebäude
Im Bistum Opole haben zwei Kirchengebäude den Rang einer Basilica minor:
- Die Domkirche zum Heiligen Kreuz in Opole (seit 1934)
- Die Wallfahrtskirche St. Anna auf dem St. Annaberg (seit 1980)

### Fakultät für Theologie an der Universität Opole
Auf dem Bistumsgebiet befindet sich die Universität Opole, an der sich die Fakultät für Theologie in besonderer Weise mit dem Bistum Opole in Verbindung steht.